# Narcao
Narcao är en ort och kommun i provinsen Sydsardinien i regionen Sardinien i sydvästra Italien. Kommunen hade 3 291 invånare (2017).